# Grönland Records
Grönland Records es un sello discográfico independiente que se fundó en Londres (Reino Unido) en 1999 por el músico alemán Herbert Grönemeyer. En 2009 la sociedad se trasladó a Berlín (Alemania). Grönland Records se considera una sociedad sin ánimo de lucro. De hecho, su creador explicó en 2009:

[...]No son estrategias de marketing las que influyen en las decisiones de negocios, sino nuestros músicos y sus obras. Sin dejar de lado los aspectos económicos de la supervivencia de la compañía discográfica, Grönland Records se niega a convertirse en una planta de producción o un ejemplo de "cómo el marketing crea músicos"

El primer disco que salió bajo la marca Grönland fue Pop 2000, una recopilación de diferentes canciones y videoclips de cantantes alemanes. La intención de Herbert con esta selección de canciones era mostrar cómo era la música alemana anterior al año 2000. Entre las canciones del disco se encontraban algunos autores como: Neu!, Faust, Kraftwerk, The Notwist y Mouse on Mars.
La tendencia de la marca discográfica de inclina más hacia el Indie alemán y sus variantes: Indie rock, Indie pop, Indie folk...etc. Un claro ejemplo es el dúo femenino BOY, Neu!, Susanne Sundfør, Metric, Harmonia, Gang of Four o Fujiya & Miyagi.